# Onthophagus nemorivagus
Onthophagus nemorivagus é uma espécie de inseto do género Onthophagus, família Scarabaeidae, ordem Coleoptera.

## História
Foi descrita cientificamente por Kohlmann & Solis em 2001.